# نوروپیل

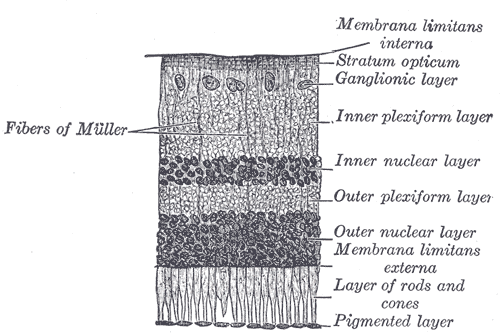

نوروپیل (به انگلیسی: Neuropil) یا نوروپایل (به انگلیسی: Neuropile) هر کدام از نواحی دستگاه عصبی است که عمدتاً از آکسون‌های غیر-میلینی، دندریت‌ها و زوائد سلول‌های گلیالی تشکیل شده و ناحیه چگالی سیناپسی تشکیل می دهد که تعداد اجسام سلولی نسبتاً کمی دارد. ناحیه ای که نوروپیل‌ها در آنجا حضور بیشتری دارند، مغز است که گرچه کاملاً از نوروپیل تشکیل نشده، اما دارای نواحی با بیشترین چگالی (از نظر چگالی سیناپسی) نوروپیل در بدن است. به عنوان مثال، نو-قِشر و پیاز بویایی، هردو شامل نوروپیل اند.
ماده سفید، که عمدتاً از آکسون‌های میلینی شده تشکیل شده است (و لذا رنگ سفیدی دارد) و سلول‌های گلیالی، عمدتاً به عنوان بخشی از نوروپیل درنظر گرفته نمی‌شوند.
ریشه لغت نوروپیل از یونانی: neuro، به معنای "رباط، پی؛ عصب" و pilos به معنای "حس کرد" می باشد. ریشه پیدایش تاریخی این لغت را می توان تا اواخر قرن ۱۹م ردگیری کرد.

## ارجاعات
این مقاله در بردارندهٔ بخش‌هایی از صفحه page 1016   چاپ ۲۰ام آناتومی گری (۱۹۱۸) است که در مالکیت عمومی قرار دارد.

1. ↑  Dale Purves; George J. Augustine; David Fitzpatrick; William C. Hall; Anthony-Samuel LaMantia; Leonard E. White, eds. (2012). "1". Neuroscience (Fifth ed.). Sunderland, Massachusetts: Sinauer Associates, Inc. ISBN 978-0-87893-695-3.
2. ↑  Freeman, Walter J. How Brains Make up their Minds , 2000, p. 47
3. ↑  Pearsall, Judy. "Neuropil". Oxford Dictionaries Online. Oxford University Press. Archived from the original on 18 April 2012. Retrieved 20 April 2012.

- مشارکت‌کنندگان ویکی‌پدیا. «Neuropil». در دانشنامهٔ ویکی‌پدیای انگلیسی.